# Boha
La boha (pronuncia bu-he) è uno strumento musicale a fiato detto anche cornamusa delle Lande.

## Lo strumento
Il nome della boha viene dal vero bohar che in occitano significa soffiare.
È una cornamusa ad ancia semplice.